# Kanton Beaucourt
Kanton Beaucourt je kanton v departementu Territoire de Belfort v regionu Franche-Comté. Sídlem správy je město Beaucourt.

## Obce kantonu
- Beaucourt (B)
- Croix (C)
- Fêche-l'Église (F)
- Montbouton (M)
- Saint-Dizier-l'Évêque (S-D)
- Villars-le-Sec (V)